# Blackrock (comté de Louth)
Blackrock (en irlandais, Na Creagacha Dubha) est une localité balnéaire située juste au sud de Dundalk, dans le comté de Louth, en Irlande.

## Géographie
La petite ville se trouve dans le townland de Haggardstown et fait partie de la région métropolitaine de Dundalk. Par la route, Dublin se trouve à environ 80 kilomètres au sud, à peine plus que Belfast, au nord-ouest. La motorway M1  passe à 3 km à l'ouest et la baie de Dundalk borde l'agglomération.
Sa population est d'environ 4 000 habitants[réf. nécessaire].

## Histoire
Dans les années 1950 et 1960, Blackrock était une destination de vacances pour les habitants des comtés de Monaghan et de Cavan.
La plage, qui est représentée sur des cartes postales en couleurs de cette époque, a été créée avec du sable déplacé des plages plus loin le long de la côte, car le sable est continuellement emporté, contribuant à l'accumulation de limon dans Dundalk Bay. 
Bien que la localité ne soit plus considérée comme une station touristique, on continue de venir visiter Blackrock le 15 août (voir la fête celtique de Lnasa).

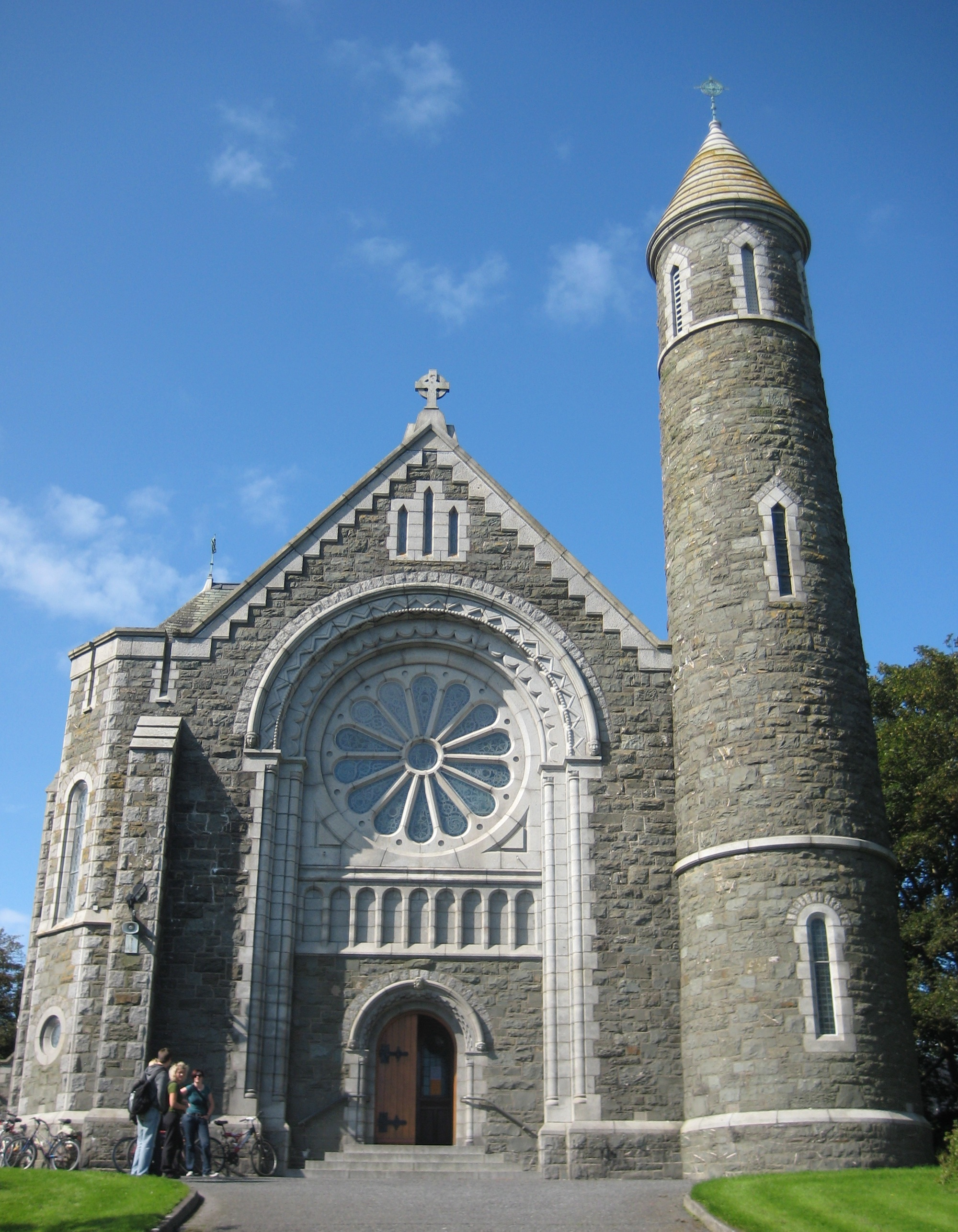
Église St. Oliver Plunkett.

Depuis la fin des années 1960, Blackrock s'est considérablement développé ; il est devenu un village dortoir de Dundalk. Avec l'ouverture de l' autoroute M1 à Dublin, il a connu une nouvelle vague d'expansion, il est devenu une ville reliée au nord de Dublin .

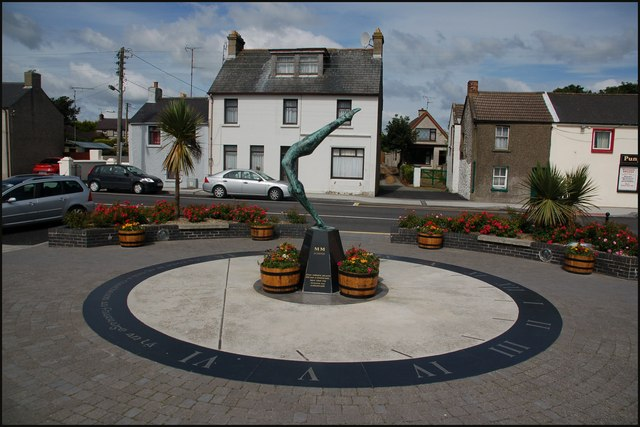
Le cadran solaire de Blackrock.

La plage de Blackrock et sa promenade (intégrant le projet Millennium de Blackrock : un cadran solaire qui serait le plus grand dans un espace public en Irlande,) sont toujours le centre d'attraction de la localité et aussi le site des événements de collecte de fonds du jour de Noël organisés par Conor Hughes. Une course (Raftrace) annuelle, ainsi que plusieurs autres événements sont organisés tout au long de l'année . 
La zone de promenade comprend des restaurants et des commerces.

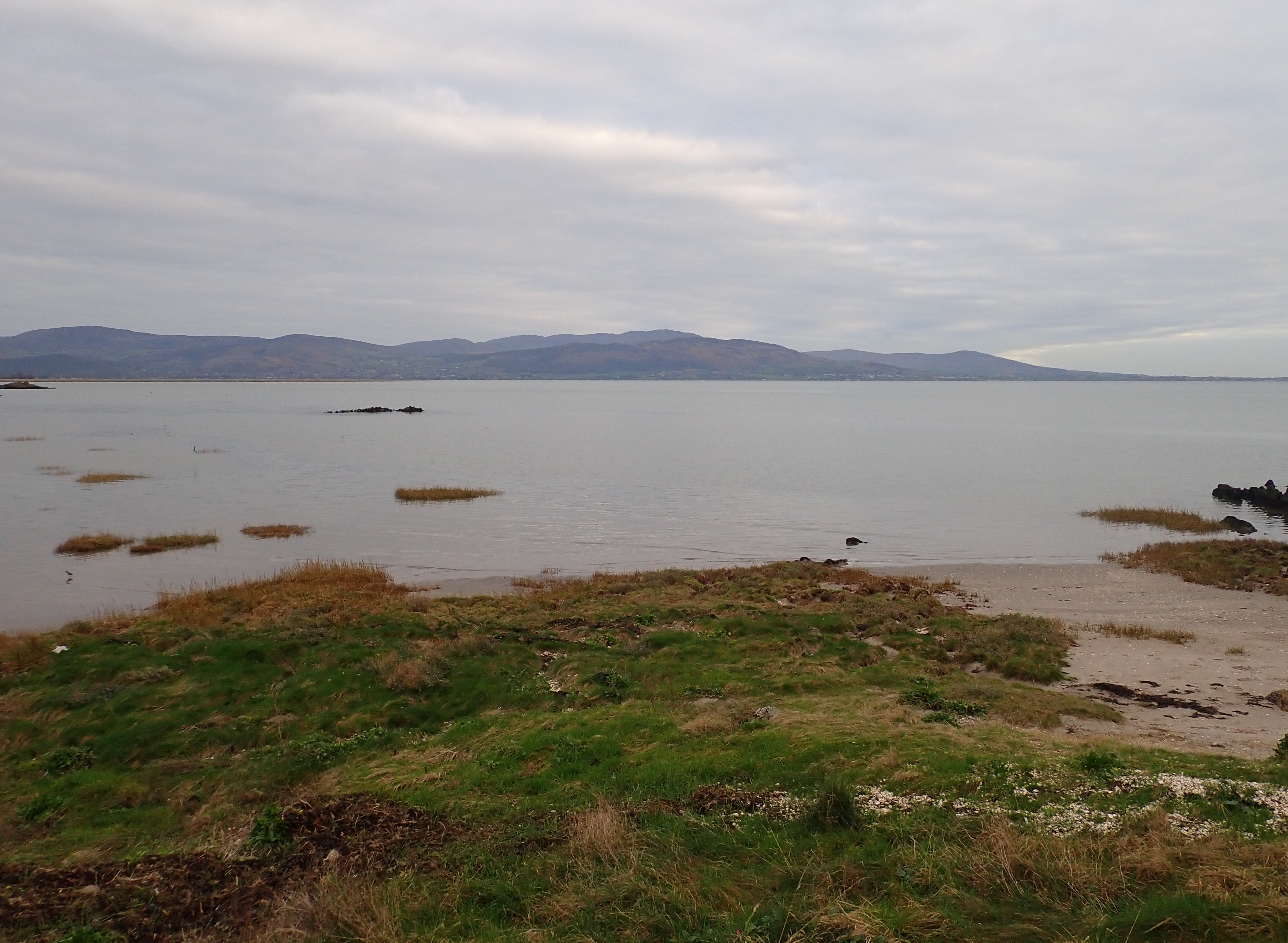
Vue sur les Cooley Mountains.

La vue vers le nord, sur la baie de Dundalk, depuis la promenade vers les Cooley Mountains, est exceptionnelle.
Comme souvent sur la côte est, la plage présente une pente très douce et la mer recule d'environ 5 km à marée basse. 
Le littoral est constitué d'un mélange de sable et de vasières. C'est un habitat favorable pour une grande variété d'oiseaux, la Bernache cravant, le Bécasseau variable... 
La River Fane (au sud de Blackrock) rejoint la mer par un chenal de direction sud-est  - nord-ouest, en face de la promenade. Même à marée haute, le niveau d'eau n'est que d'environ un mètre dans le chenal, c'est devenu un lieu sûr pour l'apprentissage et la pratique de la planche à voile.

## Enseignement

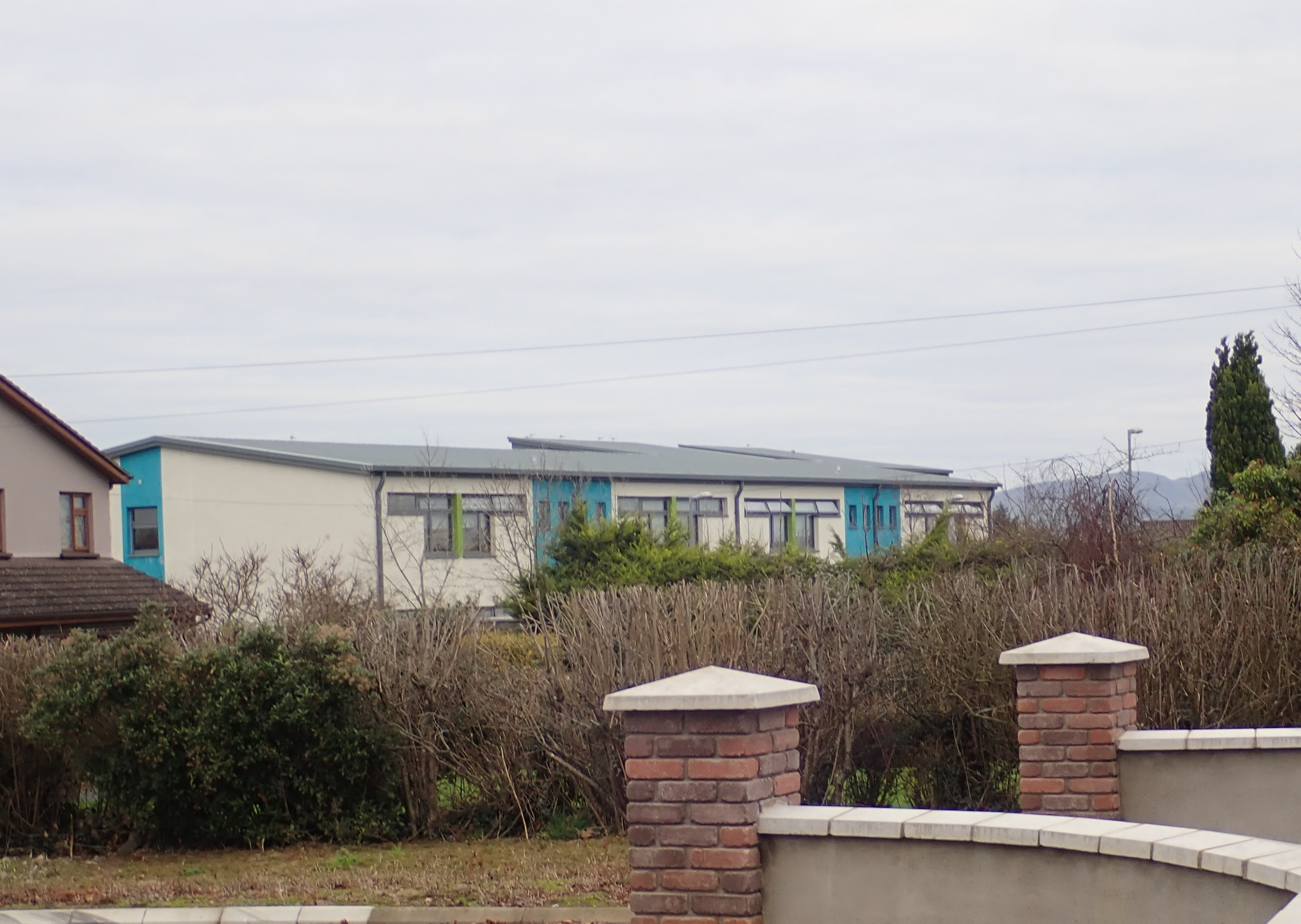
École primaire St Francis, Blackrock.

Il y a trois écoles primaires dans la région de Haggardstown-Blackrock, l'une est située à Haggardstown même. 
Il n'y a pas d'établissement d'enseignement secondaire à Blackrock, les élèves du secondaire sont tenus de se rendre à Dundalk.

## Politique environnementale
Lors de la remise des trophées des National Tidy Towns (Irlande), dans The Helix à Dublin, le lundi 30 septembre, Blackrock a reçu le prix de Tidiest Small Town 2019. Le village était également Louth’s Tidies Town, Tidiest Town dans les Midlands et la région de l'Est et a reçu une médaille d'or, dans la catégorie petite ville.

## Sports

### Kitesurf
Récemment, le  kitesurf est devenu populaire dans la région. C'est un endroit idéal pour apprendre à cause des faibles profondeurs et, souvent, d'une eau calme.

### Courses de Greyhounds
Le Blackrock Greyhound Stadium était un stade pour les courses de lévriers à Sandy Lane. Les courses étaient organisées par la Blackrock Greyhound Racing Company Ltd.
La première course de Blackrock a eu lieu à Tring dans les années 1930.
L'Olympien Pete McArdle y a été entraîneur de lévriers au début des années 1950. Le site a fermé ses portes dans les années 1960 et le Blackrock Community Council a repris Sandy Lane en 1971.

### Football
Après la fermeture de la piste pour les courses de lévriers, Sandy Lane a été utilisé par le Rock Celtic Football Club.

## Transports
La localité est desservie par des transports en commun réguliers sept jours sur sept. 
La ligne 169 de Halpenny Travel dessert Dundalk. 
De plus, les lignes des Bus Éireann 100 et 100X, desservant Dundalk, Drogheda, Dublin Airport et Dublin sont accessibles sur la Dublin Road à Haggardstown, à environ 1,6 km de Blackrock.